# Devuan
Devuan GNU+Linux ist eine Linux-Distribution, die zum Jahresende 2014 als Fork von Debian entstand. Erklärtes Ziel ist es, den umstrittenen systemd-Dienst nicht zu verwenden und das gesamte Angebot an Paketen frei von Systemd-Anforderungen zu halten. Damit stellt sich Devuan dem von den größten Linux-Distributionen vollzogenen Wechsel zu systemd entgegen. Der Name ist aus „Dev-one“ bzw. „Dev-1“ und der Abkürzung „VUA“ abgeleitet. Letzteres steht für den Namen des Entwicklerteams „Veteran UNIX Admins“. Zu diesen gehören Franco „nextime“ Lanza, der dyne:bolic-Entwickler Denis „jaromil“ Roio und Daniel „Centurion“ Reurich. Innerhalb von zwei Jahren hat das Projekt Spenden in Höhe von ca. 10.000 US-Dollar erhalten. Zu den Unterstützern von Devuan gehört die Dyne Foundation.

## Hintergrund
Linux-Systeme wurden traditionell durch das SysVinit-System gestartet, das seinerseits essentielle Startprogramme und Hintergrunddienste des Systems startet und überwacht. Dies wird durch eine Reihe von Shell-Skripten bewerkstelligt, die der „init“-Prozess sequentiell abarbeitet. Dieses als überholt angesehene Konzept sollte der im Jahr 2010 veröffentlichte systemd-Daemon ablösen. In der Folge führte die Mehrzahl der Linux-Distributionen systemd ein. Eine weitere Benutzung des SysVinit-Konzepts war nicht oder nur mit erheblichem Aufwand möglich. Diese Umstellung bei führenden Distributionen stieß bei Entwicklern, Administratoren und Anwendern auf Kritik und teilweise massive Ablehnung.
Mit der 2015 erschienenen Version 8 (Codename Jessie) führte Debian als letzte große Distribution systemd ein. Dabei wurde den Debian-Entwicklern für künftige Entwicklungen die Unterstützung des SysVinit-Konzepts „empfohlen“, jedoch nicht mehr vorgeschrieben. Auch hier kam es unter Befürwortern und Gegnern zu hitzigen Auseinandersetzungen, die zum Jahresende 2014 zu einem Austritt von Entwicklern und der Gründung des Devuan-Projekts führten. Die Devuan-Entwickler kommentierten: „Wir glauben, dass die Situation auch das Ergebnis eines längeren Prozesses ist, der zur Übernahme von Debian durch das Gnome-Projekt führen wird.“

## Projekt
Das Ziel von Devuan ist eine an Debian angelehnte Distribution, die den Benutzer im Unterschied zu Debian nicht zum Gebrauch eines bestimmten init-Systems zwingt, sondern ihm die Wahl selbst überlässt. Insbesondere soll sichergestellt werden, dass das System auch ohne systemd langfristig funktionsfähig bleibt. So will Devuan neben dem traditionellen SysVinit-Konzept auch noch andere init-Systeme wie runit, sinit, OpenRC, s6 und shepherd anbieten. Falls die Integration von systemd ohne Konflikte oder Inkompatibilitäten mit anderen init-Systemen möglich ist, wäre es auch möglich, diesen als init-System anzubieten, jedoch hat sich bisher noch niemand gefunden, der die Integration von systemd in Devuan übernehmen würde.

### Release-Zweige und Codenamen
Die Nomenklatur der Devuan-Versionen orientiert sich grundsätzlich am gleichen System wie Debian, d. h. es existieren ebenfalls ständig parallel die vier Release-Zweige „stable“, „testing“, „unstable“ und „experimental“. Diese sind analog zu den jeweiligen Debian-Releases, eine genaue Erläuterung dazu findet sich im Abschnitt „Veröffentlichungszyklus“ im Artikel zu Debian.
Im Unterschied zu Debian, bei der die Codenamen aus dem Film Toy Story entlehnt sind, verwendet Devuan als Codenamen für die stable-Releases allerdings die Namen von Kleinplaneten und der Codename für den aktuellen unstable-Release lautet stets Ceres nach dem ersten entdeckten Kleinplaneten (1) Ceres.

### Software-Pakete
Devuan verwendet zur Installation Softwarepakete im deb-Format, die in eigenen Repositories bereitgestellt werden, außerdem existieren auch eigene Repositories für die Verwendung mit Tor. Die Pakete wurden teils aus Debian-Paketen angepasst, teils neu geschrieben.
Für die Version 1.0 wurden (Stand: April 2016) 381 Debian-Pakete umgeschrieben und sämtliche Abhängigkeiten von systemd aus diesen entfernt, das neu entwickelte „baseconf“-Paket von Devuan priorisiert SysVinit und die Devuan-eigenen Repositories. Durch diese Veränderungen wurden Systemd und systemd-sysv ausgeschlossen, weiters wurde das in systemd integrierte udev durch eudev ersetzt. Auf Grund zahlreicher Abhängigkeiten muss allerdings noch immer eine Datei namens libsystemd0 mit ausgeliefert werden, um verschiedene Softwarepakete lauffähig zu halten.
Mit der Veröffentlichung von „Jessie“ wurde die Arbeit an der Nachfolgeversion (Arbeitsname „ASCII“) aufgenommen. Diese umfasst die Entfernung von systemd-Abhängigkeiten aus weiteren 146 Paketen, von BSD-Komponenten bis hin zu ganzen Desktop-Umgebungen.

### Unterstützte Prozessorarchitekturen
Der aktuelle Release „Daedalus“ unterstützt die Plattformen AMD64, ARM, i386 und PowerPC, die Ausdehnung der Unterstützung auf weitere Plattformen wie MIPS und SPARC ist geplant.

## Veröffentlichungen
Die schon für 2015 angekündigte Veröffentlichung von „alpha“-Versionen erfolgte mit Verspätung im Februar 2016 als „alpha4“. Am 29. April 2016 wurde die Version 1.0 beta mit dem Codenamen Jessie – nach dem Kleinplaneten (10464) Jessie – freigegeben. Die Version 1.0.0 beta2 erschien am 30. November 2016. Sie entspricht in ihrem Entwicklungsstand Debian 8.6. Die Veröffentlichung der Version 1.0.0-RC wurde am 21. April 2017 bekanntgegeben, zusammen mit der Zielsetzung, ein System mit Long Term Support anzubieten. Gegenüber den Beta-Versionen wurden Verbesserungen u. a. in der automatischen Erkennung von WLAN-Komponenten, bei der Samba-Installation und der Unterstützung von 29 ARM-basierten Einplatinencomputern wie der Raspberry-Pi-Familie vorgenommen. Ferner wird das Nokia N900 besser unterstützt. Durch u-boot-Unterstützung ist Devuan auch auf Tabletcomputern mit Allwinner-A33-Chipsatz lauffähig.
Nach einem weiteren Release Candidate erschien am 25. Mai 2017 die erste stabile Version 1.0.0. Grundlage der Veröffentlichung sind der Linux-Kernel 3.16.43 LTS und die Desktop-Umgebung Xfce 4.10. Als init-Systeme stehen sysvinit, runit, OpenRC, Upstart sowie das „init system selection tool“ init-select zur Verfügung. Besonderen Wert wurde auf ein möglichst einfaches Upgrade von Debian „Wheezy“ bzw. Crossupgrade von Debian „Jessie“ gelegt. Die Version 1.0.0 enthält wie Debian Jessie selbst SysVinit 2.88, openrc 0.13, runit 2.1, upstart 1.11, eine NetworkManager-Version, die nicht mehr gegen libsystem0 linkt, und unterstützt zahlreiche ARM-basierte Einplatinencomputer, namentlich Raspberry Pi 2 und 3, Acer Chromebook, Orange Pi 2, Cubietruck, Cubieboard 2, Banana Pi, CHIP, Odroid XU, Lamobo R1 und Rockchip. Die Entwickler sichern für diese Version eine längere Unterstützung mit Aktualisierungen zu, als sie Debian „Jessie“ erhalten würde.
Zusätzlich zu regulären Downloads werden direkte Updatepfade für den Umstieg von Debian 7 („Wheezy“) und 8 („Jessie“) angeboten.
Außerdem bietet das Projekt fertige virtuelle Maschinen für VMware, VirtualBox und Vagrant.
| Legende: | Ältere Version; nicht mehr unterstützt | Ältere Version; noch unterstützt | Aktuelle Version | Aktuelle Vorabversion | Zukünftige Version |

| Version | Name      | Status     | Freigabe             | Support (LTS)   | basierend auf Debian | Kernel      | unterstützte Architekturen | unterstützte Architekturen                                                      | Bemerkungen |
| ------- | --------- | ---------- | -------------------- | --------------- | -------------------- | ----------- | -------------------------- | ------------------------------------------------------------------------------- | --- |
| 1       | Jessie    | archiviert | 25. Mai 2017         | 30. Juni 2020   | Jessie (8)           | 3.16.43 LTS | 7                          | x86 (amd64 & i386), ARM (arm64, armel, armhf), MIPS (mipsel), PowerPC (ppc64el) | Erste offiziell freigegebene Version. Basiert auf Debian 8 Jessie. ARM64 Unterstützung nur auf Raspberry Pi 3.                                                                        |
| 2       | Ascii     | archiviert | 6. Juni 2018         | 30. Juni 2022   | Stretch (9)          | 4.9.0       | 7                          | x86 (amd64 & i386), ARM (arm64, armel, armhf), MIPS (mipsel), PowerPC (ppc64el) | Es werden zusätzlich Images für BeagleBone, OrangePi, Banana Pi, OlinuXino, Cubieboard, Nokia- und Motorola-Mobilgeräte, sowie für Chromebook und virtuelle Installationen angeboten. |
| 3       | Beowulf   | archiviert | 1. Juni 2020         | 30. Juni 2024   | Buster (10)          | 4.19.0      | 6                          | x86 (amd64 & i386), ARM (arm64, armel, armhf), PowerPC (ppc64el)                | |
| 4       | Chimaera  | oldstable  | 14. Oktober 2021     | 31. August 2026 | Bullseye (11)        | 5.10.0      | 6                          | x86 (amd64 & i386), ARM (arm64, armel, armhf), PowerPC (ppc64el)                | |
| 5       | Daedalus  | stable     | 14. August 2023      | 30. Juni 2028   | Bookworm (12)        | 6.1.0       | 6                          | x86 (amd64 & i386), ARM (arm64, armel, armhf), PowerPC (ppc64el)                | |
| 6       | Excalibur | testing    | in Entwicklung       | –               | Trixie (13)          | ?           | 6                          | x86 (amd64 & i386), ARM (arm64, armel, armhf), PowerPC (ppc64el)                | |
| -       | Ceres     | unstable   | immer in Entwicklung | –               | Sid                  | ?           |                            |                                                                                 | |

## Rezeption
Auf der Basis von Devuan sind zahlreiche weitere Linux-Derivate entstanden, u. a. Crowz (zuvor Zephyr), Refracta GNUinos und das Live-System STAR. Devuan wurde auf der OpenNebula-Konferenz 2015 vorgestellt und wird explizit von OpenNebula unterstützt, ferner erfolgte eine Vorstellung beim Chaos Communication Camp 2015.
Im Juni 2017 gab ParrotSec, der Distributor von Parrot OS, bekannt, einen Wechsel von Debian zu Devuan als Grundlage seiner Distribution zu erwägen.
Bruce Perens, ehemaliger Debian-Projektleiter, erklärte, er bevorzuge Devuan, da dieses effektiv und problemlos sei. Es sei so aufgebaut, wie er Debian weiterentwickelt hätte.

## Trivia
Der Streit um systemd weitete sich auch auf das Devuan-Projekt aus. Golem berichtete, auf dem IRC-Channel des Projekts sei von Anfang an massiv getrollt worden, was eine intensive Moderation erforderlich gemacht habe. Die Bekanntgabe des Forks auf LWN.net löste Trollattacken und Diffamierungen aus, die den Betreiber Jonathan Corbet zwangen, zahlreiche Kommentare und mehrere offensichtliche Sockenpuppen-Konten zu löschen. Dies habe er seit Bestehen seiner Plattform erstmals tun müssen. Corbet wurde daraufhin als „Unterdrücker der freien Meinungsäußerung“ bezeichnet. Andere LWN-Nutzer berichteten, sie seien als Rassisten beschimpft worden.